# Bopyrinella albida
Bopyrinella albida är en kräftdjursart som beskrevs av Sueo M. Shiino 1958. Bopyrinella albida ingår i släktet Bopyrinella och familjen Bopyridae. Inga underarter finns listade i Catalogue of Life.